# 汤玉麟
汤玉麟（1871年—1949年2月），字阁臣。直隸省承德府朝陽縣人，祖籍山东烟台掖县。中华民国政治人物，奉系将领。

## 生平
汤玉麟早年出身贫寒，无钱读书，靠打工为生，运输货物时，遭土匪抢劫，一怒之下到大凌河投靠范四、范五兄弟，落草为寇。他好勇斗狠，力量过人，很快就在绿林中崛起，成为二当家的。他不甘寄人篱下，不久就自立门户，成为锦西红罗山的山大王。甲午战争后，一些溃散清军携武器加入他的队伍。日俄战争之际，辽西一片混乱，为了自卫，汤玉麟也成立保险队。

### 在張作霖麾下

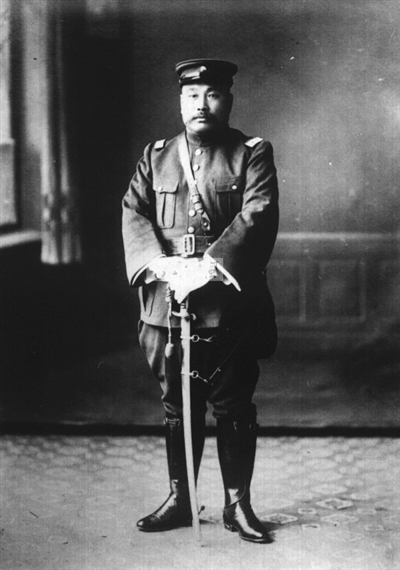
湯玉麟戎裝照

他跟随海沙子做馬賊，号称汤大虎（在一些文学作品中写作汤二虎），威名赫赫，当地百姓甚惧之。馬賊海沙子跟张作霖决斗身亡之后，汤归顺张作霖。汤玉麟与张作霖性情相投，是张作霖的义兄。1901年腊月三十夜土匪金寿山偷袭张作霖，汤玉麟及时赶到，奋不顾身地背着张作霖年幼的女儿张首芳突出重围；1902年初，金寿山再次纠集匪徒袭击八角台张作霖土匪驻地，汤玉麟再次出兵相助，因此他们成为生死之交。清末他畢業於東三省講武堂，歷任奉天前路巡防營馬隊管帶、騎兵管帶。中華民国成立後，他任张作霖所率第27師騎兵第27團團長，後升任第53旅旅長。

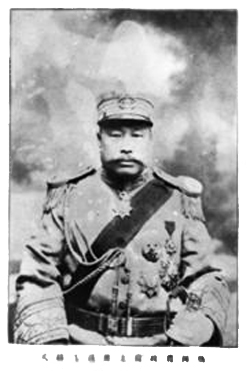

1916年4月22日，袁世凯命张作霖为奉天盛武将军督理奉天军务兼奉天巡按使，张作霖不久就提拔汤玉麟为第二十七师五十三旅旅长兼省城密探队司令，率部驻扎省城。
汤玉麟的嫡系部队自恃劳苦功高，设赌开局，抢劫财物，打砸商店，欺压良民。奉天省警察厅长王永江命令警察处罚、拘禁军人，查封赌场，捣毁赌具。湯玉麟不满，上告張作霖，張作霖支持王永江。1917年（民国6年），湯玉麟趁奉天警務處長王永江整肃军纪之际枪杀两名执法处的宪兵，被張作霖免職，遂投奔反對張作霖的第28師師長馮德麟。张作霖派军官教育团团长阚朝玺深入汤军内部，对军官分化瓦解，有10余营长焚香宣誓，表示效忠张作霖。汤玉麟见大势已去，大骂张作霖，离开奉天回新民。张作霖向汤玉麟修书和解被拒。段祺瑞表示支持张作霖，冯德麟因此对汤玉麟“拒而不纳”。汤玉麟走投无路，又去做土匪。张作霖派五十四旅旅长孙烈臣和骑兵团长张作相对其进剿，汤玉麟逃往徐州投靠张勋。同年7月，馮德麟響應張勳復辟（實際上是反張作霖的起義），湯玉麟参加。馮德麟敗北，收監天津，湯玉麟逃亡外蒙古。翌年，汤的母亲请张作相、张景惠等人说情，獲得張作霖赦免，回到奉天。
1919年（民国8年），湯玉麟任东三省巡阅使署中将顾问顧問，直皖戰争之際任偵探隊長。後來他任奉天東邊鎮守使兼左路巡防隊統領。翌年，他升任第11混成旅旅長，1923年（民国12年）調任第7混成旅旅長。1925年（民国14年）任第11師師長，1926年（民国15年）升任安国軍第12軍軍長。同年4月，湯玉麟任熱河都統，直到1933年（民国22年）的約7年。

### 放棄熱河省

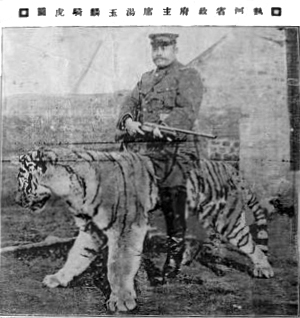
1929年发表的《热河省政府主席汤玉麟骑虎图》

1928年（民国17年）張作霖在皇姑屯事件中被關東軍刺殺，其子張学良繼位，改立青天白日紅旗，歸順国民政府，史稱東北易幟。湯玉麟遂改任熱河省政府主席。他還兼任中國國民黨熱河省黨部常務委員。此後他歷任国民政府首都建設委員会委員、東北政務委員会（後改組為北平政務委員会）委員、軍事委員会北平分会委員。1931年（民国20年）在張学良的指揮下鎮壓蒙古族的嘎達梅林起義。
1932年（民国21年）2月，湯玉麟在滿洲國独立宣言上署名。1933年（民国22年）3月，熱河戰役發動後，面對日本軍的第8師團，湯玉麟部潰敗，湯玉麟逃到天津。3月3日日军分三路进攻热河省会承德，先头部队128名骑兵出现在承德城外，汤玉麟留下孙殿英部抵御日军，3月4日汤玉麟率省政府机关人员撤出热河退至滦平，后退至丰宁。僅僅10天日軍就全面佔領熱河省19万平方公里土地，熱河被滿洲國吞併。滿洲國任命湯玉麟為参議府副議長兼熱河省省長，湯玉麟拒絕這個任命。
熱河失守後，湯玉麟參加馮玉祥、吉鴻昌、方振武的察哈爾民众抗日同盟軍。同年8月，国民政府迫使馮玉祥下野，抗日同盟軍事實上解散。結果湯玉麟因熱河失陷的責任以及參與抗日同盟軍而被国民政府通緝。湯的軍隊被国民革命軍第29軍軍長宋哲元接收改編，湯被宋哲元任命為第29軍總参議，喪失軍事指揮權。1934年（民国23年）1月9日，国民政府撤銷對湯的通緝，5月湯任軍事委員会北平委員会高等顧問。
1949年（民国38年）2月，湯玉麟寓居天津期間病逝，享年78嵗。包括汤玉麟旧宅在内的湯玉麟在天津的三处故居现今仍存。